# Richard Hänichen
Richard Hänichen, někdy uváděn jako Richard Hanichen, dříve Vladimír Novák (30. října 1942 Berlín) je adoptivním synem Ctibora Nováka a bratrancem Josefa Mašína mladšího a Ctirada Mašína. Jeho sestřenicí je Zdena Mašínová mladší. Spolu s ní poslední v Česku žijící pamětník na některé členy rodiny Mašínů. Málo uváděná a široké veřejnosti téměř neznámá osoba s životním příběhem zapadajícím do mozaiky známých historických událostí. 

## Život
Richard Hänichen se narodil 30. října 1942 v Berlíně. Pobýval nejprve v jeslích v Magdeburgu–Wernige Rode nedaleko Hamelnu a prakticky až do roku 1945 byl vychováván v klášteře u jeptišek. Po skončení druhé světové války v září 1945 odjel s matkou Janou Melcherovou na Moravu ke své babičce Martě Melcherové, která bydlela ve Frývaldově.

### Jana Melcherová a její rodiče
Jana Melcherová (* 7. prosince 1917 Štýrský Hradec; Johanna nebo Johana; Hänisch nebo Hanichenová, rozená Hudečková–Melcherová) se narodila v Grazu jako Hana Johana Melcher. Absolvovala čtyři třídy české měšťanské školy na Podkarpatské Rusi a Vesnu v Brně. Jana navštěvovala české a ruské školy (byla absolventkou obchodní akademie) a původně žila na Ukrajině (Mukačevo–Užhorod) spolu se svojí českou matkou Martou Melcherovou (rozenou Hudečkovou) a se svým německým nevlastním otcem (otčímem) Gustavem Melcherem. Gustav tam pracoval ve státních službách jako vrchní četnický strážmistr u finanční policie v Mukačevě (Podkarpatská Rus) a Marta, původně Češka z Háje u Opavy, tam vyučovala jako kantorka ruštinu a němčinu.
Rodina žila na Podkarpatské Rusi až do roku 1939. Když zahájila maďarská armáda zábor Podkarpatské Rusi, obě ženy odešly na čas do Michalvců, ale po vyhlášení samostatného Slovenského štátu (14. března 1939) se Jana i její matka Marta odstěhovaly do Frývaldova. Gustav Melcher byl v roce 1937 penzionován, po německé okupaci Čech a Moravy se odstěhoval do své rodné obce Česká Ves u Jeseníku (Frývaldova), kde vedl hospodu a kam se za ním přestěhovala i jeho manželka Marta a posléze i její dcera Jana. A právě tehdy je údajně Gustav obě (Janu i Martu) přihlásil jako říšské Němky. Gustav holdoval alkoholu a Marta se s ním v roce 1942 rozvedla. V rámci poválečného odsunu Němců odcestoval rozvedený Gustav do Frankfurtu nad Mohanem. Jak poněkud komisní a přísná Richardova matka Jana, tak i Richardova benevolentní babička Marta měly obě německé občanství a v rodině se mluvilo německy.

### První setkávání se Ctiborem Novákem
Se Ctiborem Novákem se Jana Melcherová seznámila poprvé v Mukačevě v roce 1938. Novák tam působil v kadetní škole pro důstojníky a Gustav Melcher, příslušník finanční policie, se s Novákem seznámil a přivedl jej do své rodiny. Poté se Jana a Ctibor viděli ještě za měsíc v Košicích a pak v březnu 1939 v Olomouci. Cestou ze Slovenska do Frývaldova ji Ctibor Novák během doprovodu údajně požádal, aby jej informovala o pohybu vojenských jednotek, stavu vojska a politické náladě obyvatelstva. Tím ji (jak se po skončení druhé světové války snažil dokázat) zapojil do protiněmeckého odboje. Ve Frývaldově žila Jana u rodičů a hledala si zaměstnání. 

### Ctibor Novák a jeho odbojová činnost
Ctibor Novák využil za druhé světové války fakt, že se přihlásil k německé národnosti (změnil si jméno na Anton Nowak) k výzvědným aktivitám ve prospěch polské a československé zpravodajské služby v Londýně. A byl to právě Ctibor Novák, kdo pomohl diverzní odbojové skupině Tří králů propašovat vlakem a v Berlíně 18. září 1939 nastražit dvojici náloží, z nichž jedna explodovala před budovou policejního ředitelství na náměstí Alexanderplatz a ta druhá vybuchla před budovou Ministerstva letectví na Lipské třídě (Leipzigerstrasse). Účast na těchto bombových útocích se německým vyšetřujícím orgánům sice Novákovi prokázat nepodařilo, zato byl ale při pokusu o opuštění protektorátu v září 1939 zadržen, obviněn ze špionáže a až do konce druhé světové války vězněn v německých káznicích, odkud se vrátil po osvobození s podlomeným zdravím.

### Vězeňská setkání se Ctiborem Novákem
Se Ctiborem Novákem se Jana Melcherová setkala opět v Berlíně-Tegelu a Hamelnu. Novák tam byl vězněn a říšská Němka Jana tam (v Berlíně) byla (po vypuknutí druhé světové války) od roku 1940 totálně nasazena jako sekretářka v továrně na letadla u firmy Heinkel v Oranienburgu u Berlína. S vězněným Novákem se v Německu Jana setkala díky benevolenci dozorce Schmidta celkem dvakrát, z toho naposledy v roce 1941.

### Alfred Hänichen
V továrně na letadla se Jana seznámila a intimně sblížila se svým vedoucím – účetním Němcem Alfredem Hänichenem. Její syn Richard (* 30. října 1942 Berlín) přijal po narození Alfredovo příjmení. V srpnu 1944 v Bentschen v Polsku uzavřela Jana s Alfredem sňatek, ale ještě v roce 1944 podala u berlínského soudu žádost o rozluku. Alfréd byl říšský Němec, tou dobou ženatý a měl syna, ale podle německých zákonů o dvojité svatbě se s 23letou Johanou oženil a nějaký čas s ní žil v Berlíně.
Díky této známosti s Alfredem odcestovala Jana v roce 1943 do Prahy s legitimací na jméno Johanna Hänisch. Zpět do protektorátu se Jana dostala 16. ledna 1943, když začala pracovat v Českomoravských strojírnách v Praze. Tady byla Jana zaměstnána až do amerického vybombardování továrny při náletu 25. března 1945, kdy byl podnik těžce poškozen. Po odjezdu z Prahy se přemístila do Králík, kde žila po evakuaci její matka Marta. V květnu 1945 obě ženy přesídlily do Frývaldova. Jana zde byla vedena jako „Reichsdeutsche“ (říšská Němka).

### Poválečné setkání se Ctiborem Novákem
V červnu 1945 se Ctibor Novák a Jana Melcherová setkali opět, tentokráte v poválečném Československu v Domašově. Ctibor Novák zde (jako voják) vykonával funkci velitele internačních táborů určených pro Němce shromažďované zde k poválečnému odsunu. Jana potřebovala někoho, kdo by jí pomohl vrátit československé státní občanství, které vinou svého otce Gustava ztratila. To bylo pro ni, její matku Martu i Richarda klíčové, neboť jim hrozil odsun do Německa. Novák ji nabídl místo sekretářky ve své kanceláři, které Jana přijala. Netrvalo dlouho, jejich intimní poměr se zřejmě znovu obnovil a začali uvažovat o svatbě.

### Boj o národní příslušnost

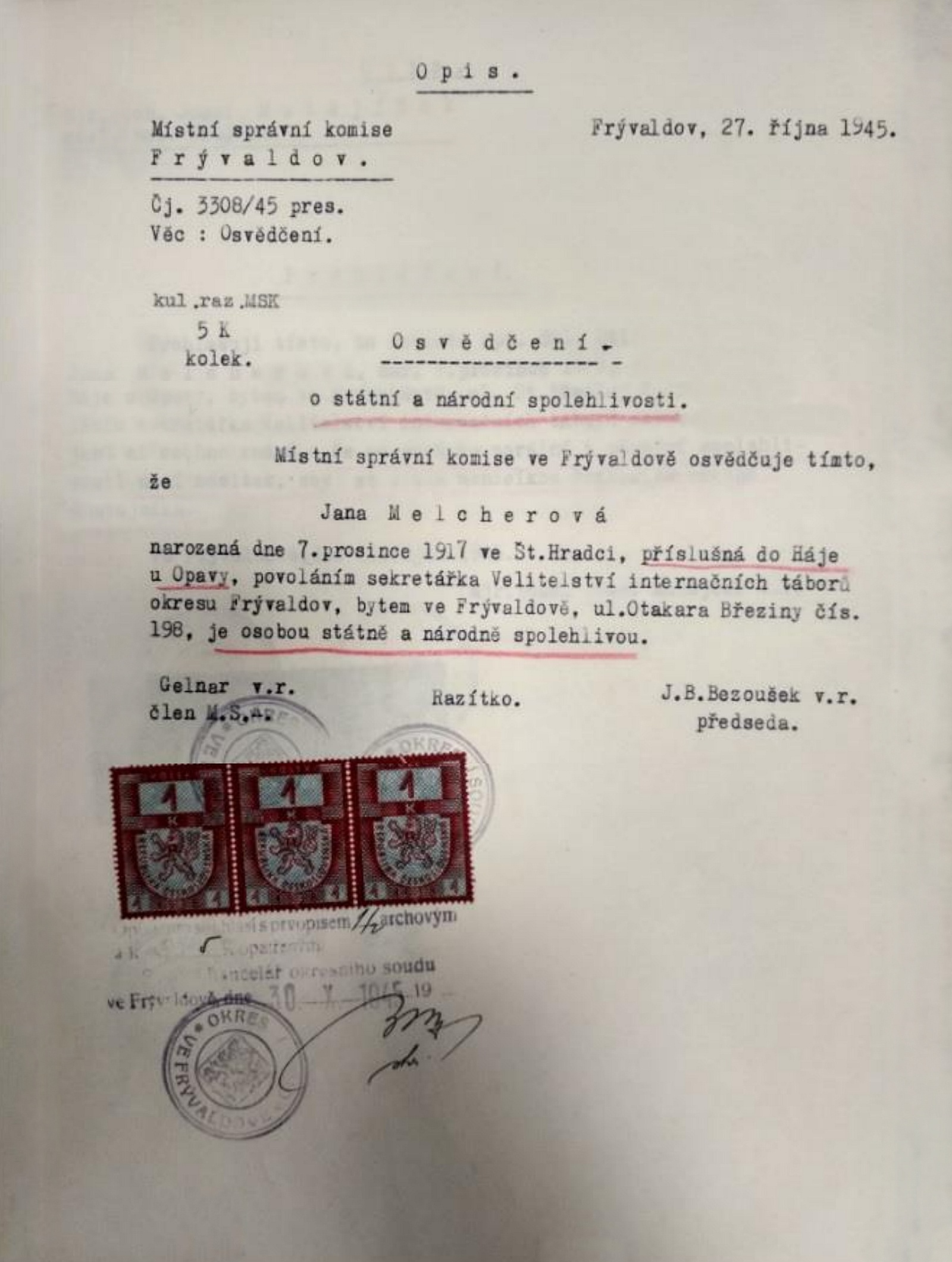
Osvědčení o státní a národní spolehlivosti Jany Melcherové vydané 27. října 1945 místní správní komisí ve Frývaldově

Novák byl důstojník československé armády a potřeboval pro svoji budoucí nevěstu „potvrzení o státní a národní spolehlivosti“. Problémem Jany se stala její národností příslušnost. Na základě málo věrohodných dokumentů se Ctibor i Jana snažili dokázat, že je Češka. V některých dokumentech byla totiž Jana uváděna příjmením „Hänischenová“, národnosti německé, příslušnosti říšskoněmecké a vyplývalo z nich, že v Praze pobírala „Reichshilfe“ (podpora ze strany německé říše) a na kmenovém listě měla označení „D“ (Deutsch, Němka).
Skutečné osvědčení o národní spolehlivosti se pak Janě Melcherové podařilo získat na konci října 1945, kdy jí je vydala okresní správní komise (OSK) ve Frývaldově. Toto osvědčení ale bylo pochybné, neboť je úředník OSK vydal pod falešným číslem, poté co v evidenci osob německé národnosti na úřadě národní bezpečnosti nechal vyměnit německé karty rodiny Melcherovy za karty české. Ještě před uzavřením sňatku tak získaly Jana (jako budoucí nevěsta) i její matka Marta Melcherová „Osvědčení o národní spolehlivosti“, ale tyto dokumenty (dle vyjádření Ministerstva národní obrany) byl získány „pochybnou cestou“.  

### Reakce rodiny Mašínů na vztah Ctibora s Janou

#### Zdena Mašínová starší

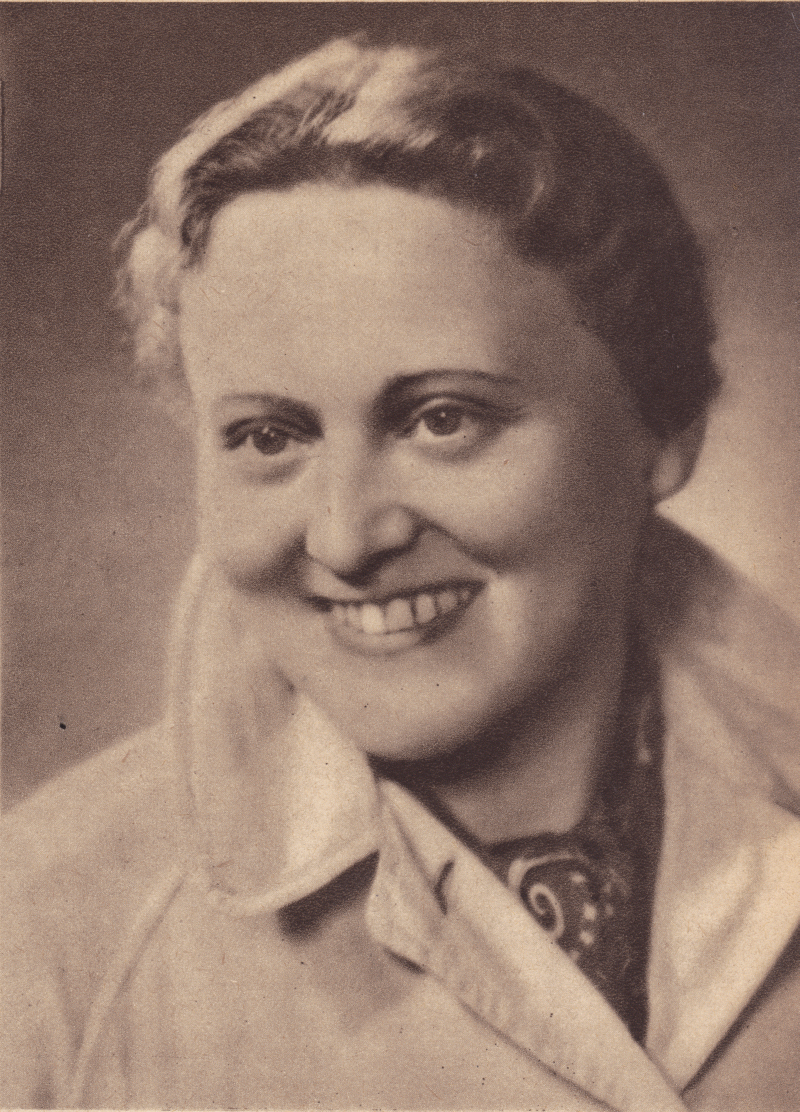
Zdena Mašínová starší (foto z rozmezí let 1945 – 1946)

Vlastenecky založená rodina Mašínů přijala sbližování Ctibora Nováka a Jany Melcherové se značnou dávkou nevole, což se manifestovalo roztržkou mezi Ctiborem a jeho sestrou Zdenou Mašínovou starší. I Ctiborova matka Emma Nováková byla chováním svého syna silně pobouřena. Rozhodnutí Ctibora Nováka vzít si Němku a osvojit si jejího syna se u Mašínů stalo jablkem sváru. Kromě toho, že Zdeně vadila sporná národnost Jany Melcherové, vadil jí i fakt, že Richard nosil čistě germánské jméno, narodil se v Berlíně a byl vychováván německým způsobem ve Wallenrode. Ve svém ostrém dopise ze dne 13. října 1945 adresovaném svému bratru Ctiborovi doslova píše:
... Ve svých chvilkových choutkách zacházíš příliš daleko a jdeš takřka přes mrtvoly. Nedopustím, a to Ti zde přísahám, aby osoba, která je u Tebe v kanceláři (tím byla myšlena Jana Melcherová, která tehdy pracovala jako Novákova sekretářka), se jakkoli přiblížila naší rodině, mám o ní spolehlivé informace. Není hodna, aby vyslovila naše jméno. Přísahám zde při památce Pepy (myšlen tím Josef Mašín), že se postarám o to, aby šla z cesty, a veškerá snaha pomoci jí z Tvé strany byla marná. ...
Zdena Mašínová starší, O Janě Melcherové; 13. října 1945, 
V dopise z 19. října 1945 reaguje Zdena na bratrovu obhajobu Johanny Melcherové i na fakt, že se Ctibor Novák všemožně snažil dokázat, že právě on je biologickým otcem Richarda.
... Štěstí, že styky s desítkami Tvých předchozích milenek zůstaly bez následků. Rodina nemusí mít aspoň obav, že vyhyne, když se tak čile staráš! Věru české jméno „Richard“ má Tvůj syn, a jak jsem slyšela, neumí ani česky. Byla to skutečně perná ilegální „práce“ pro slečnu Johannu, než byl v tak nebezpečném prostředí tento chlapec zplozen a zrozen. Kolik tak vážných, smrtelně vážných případů lásky jsi již prožíval, pro které ses zříkal své rodiny? Pro každou sukni, která věděla, jak na Tebe, jsi byl hotov zříci se všeho, i svých dětí. ...
Zdena Mašínová starší, O Richardu Hänichenovi; 19. října 1945, 

#### Emma Nováková

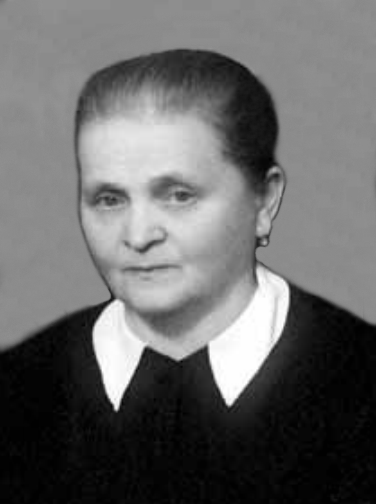
Emma Nováková (foto únor 1944)

Ctiborova matka Emma Nováková dokonce písemnou urgencí požadovala na hlavní správě Obranného zpravodajství (OBZ), aby Jana Melcherová byla „odstraněna z Novákovy blízkosti a aby s ní bylo jednáno podle zásluhy“ (tj. aby bylo zohledněno, že „její čest coby české ženy není bezvadná“). Její žádost ale nebyla stran Ministerstva národní obrany vyslyšena.

### Svatba Ctibora a Jany
Dne 10. března 1946 byli podle pravoslavného ritu v Řimicích u Litovle Ctibor a Jana sezdáni. V oficiálních dokumentech duchovní správy pravoslavné církve v Řimicích byl ke dni 17. dubna 1947 jako otec Richarda Hänichena uveden Ctibor Novák a bylo mu oficiálně připsáno příjmení „Novák“. Po sňatku byl Richard Ctiborem adoptován a novomanželé jej nechali úředně přejmenovat na „Vladimíra Nováka“. S příchodem Ctibora Nováka se v rodině začalo mluvit česky a výchova Vladimíra získala poněkud „vojenský styl“.

Ctibor a Jana Novákovi
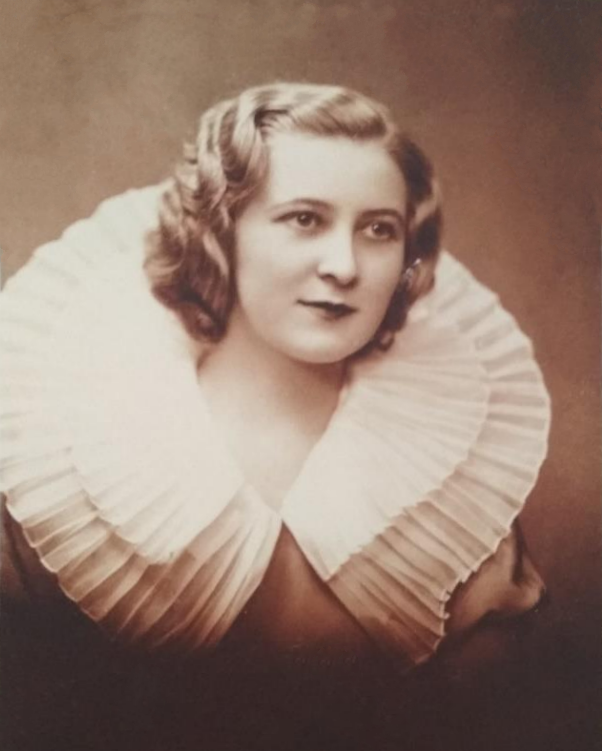
Johanna Hänisch (Jana Hanichenová, rozená Melcherová) po svatbě Jana Nováková (30. léta 20. století)
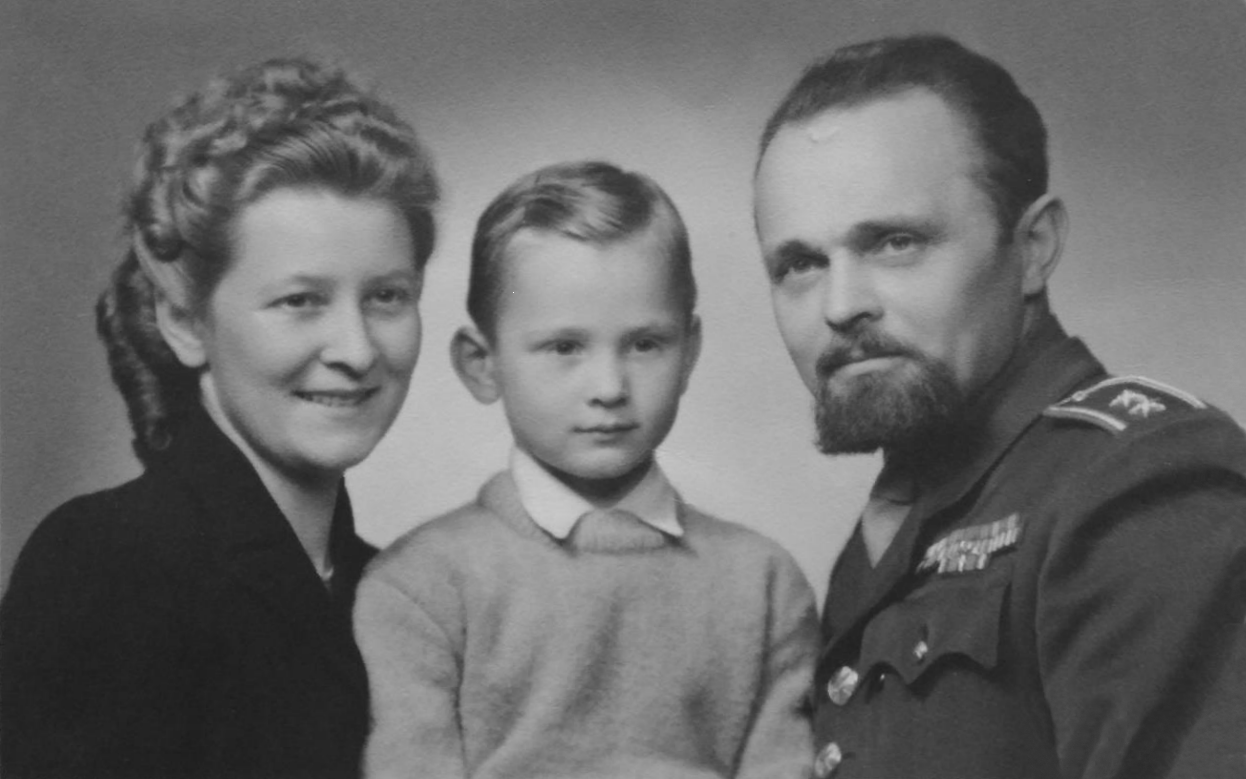
Rodina Ctibora Nováka v roce 1950; zleva: Jana Nováková; Vladimír Novák (Richard Hänichen); Ctibor Novák
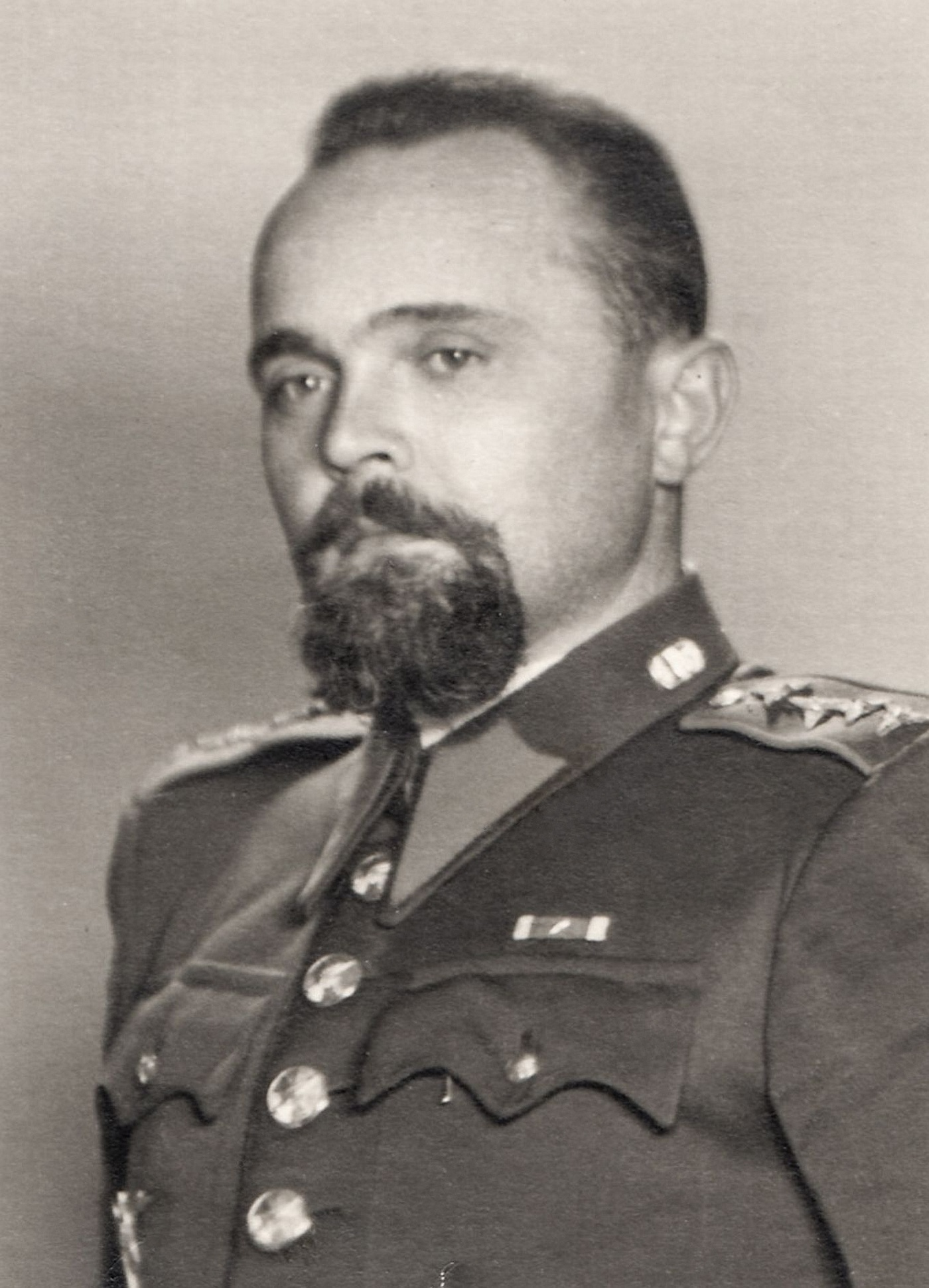
Ctibor Novák v uniformě (mezi léty 1945 až 1950)

V Jeseníku bydlel Ctibor Novák se svojí novou rodinou ve velké desetipokojové vile, kde za ním občas na návštěvy přijížděli Josef a Ctirad Mašínovi i Zdena Mašínová mladší. Richard alias Vladimír byl pro ně malý chlapec, ale jeho bratranci i sestřenice se k němu chovali hezky. Horší vztahy měl Richard (alias Vladimír) se Zdenou Mašínovou starší a se svojí babičkou Emmou Novákovou, u které se necítil dobře a která mu dávala najevo, že je v rodu Mašínů jaksi „přebytečný“.

Bratranci a sestřenice Vladimíra Nováka
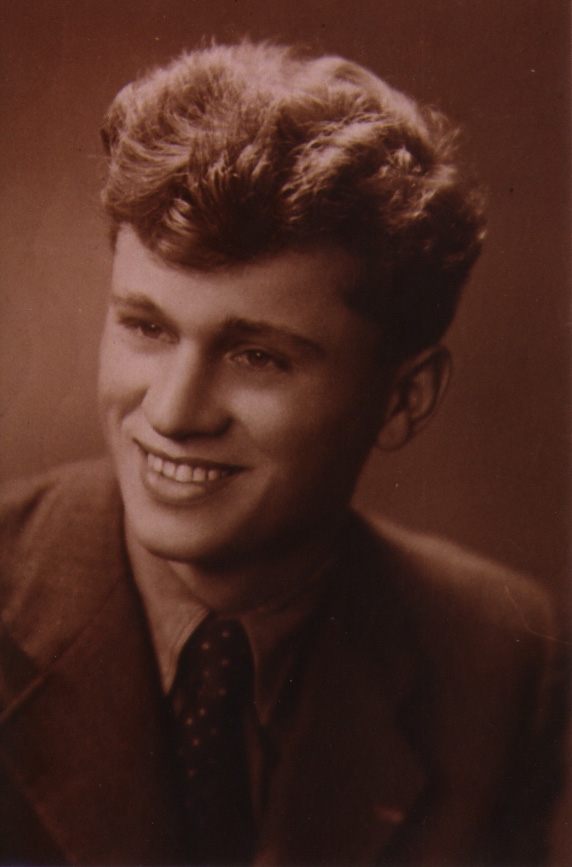
Bratranec Josef Mašín (* 1932); foto rok 1950
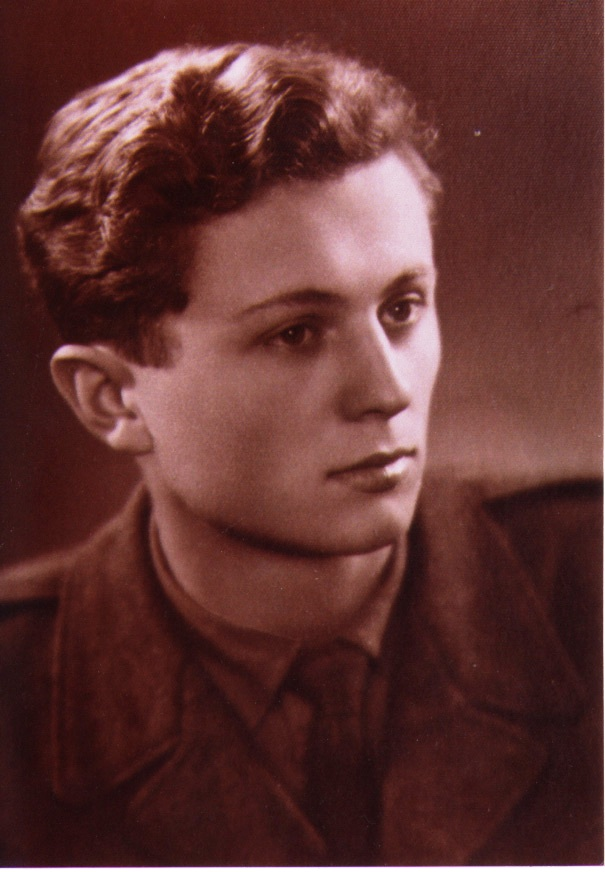
Bratranec Ctirad Mašín (* 1930), foto rok 1950
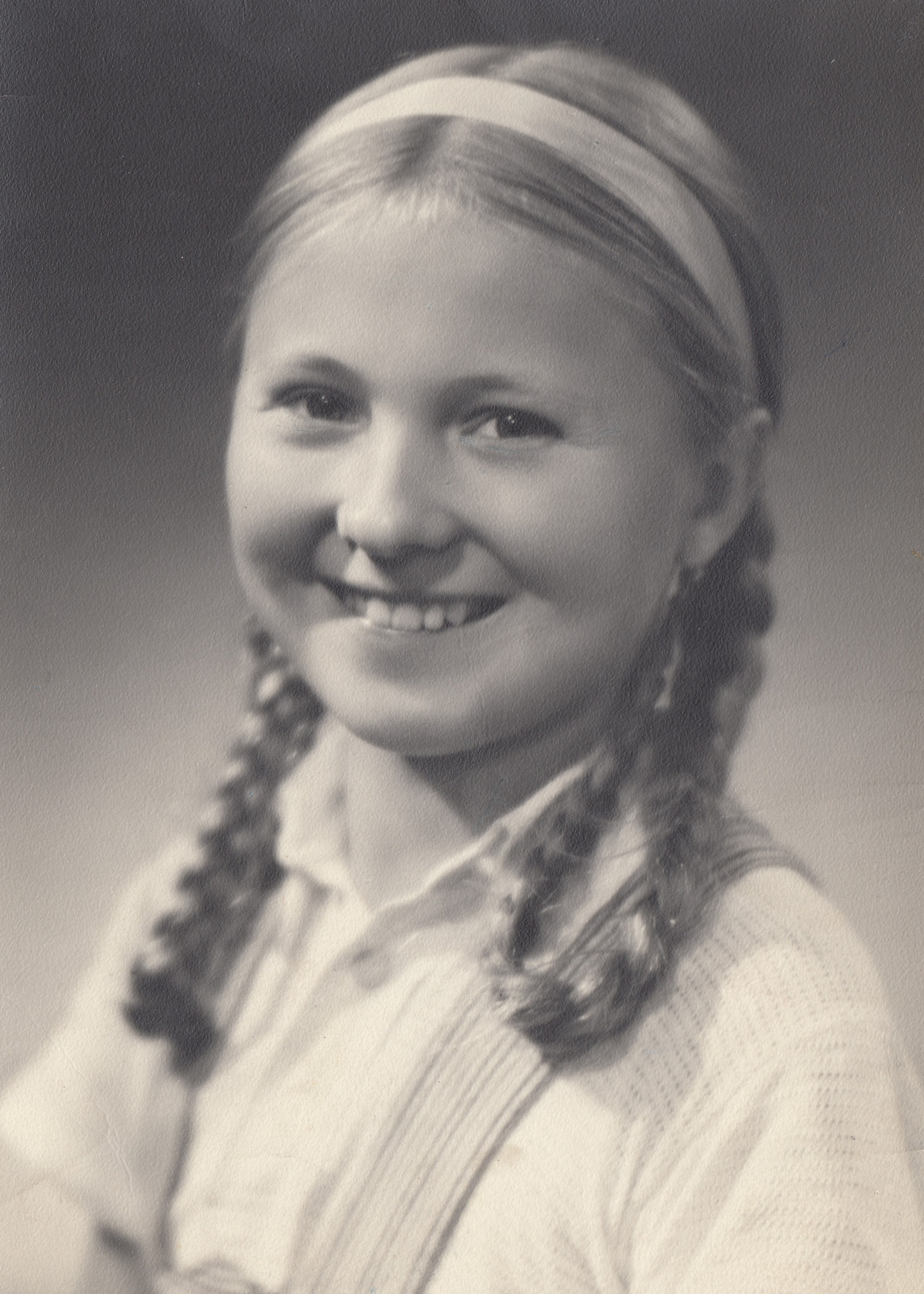
Sestřenice Zdena Mašínová mladší (* 1933), foto rok 1945

### Jana Nováková před soudem
V roce 1949 byla Jana Nováková u Okresního soudu v Litovli obžalována z bigamie. Té se měla dopustit ve válečných letech 1939 až 1945. Nakonec jí ale Alfréd Hänichen potvrdil, že jejich sňatek za druhé světové války byl pouze formální s cílem odvedení pozornosti gestapa. Soudní jednání skončilo ve prospěch Jany Novákové osvobozujícím verdiktem. 

### Ctibor Novák mezi léty 1950 až 1953

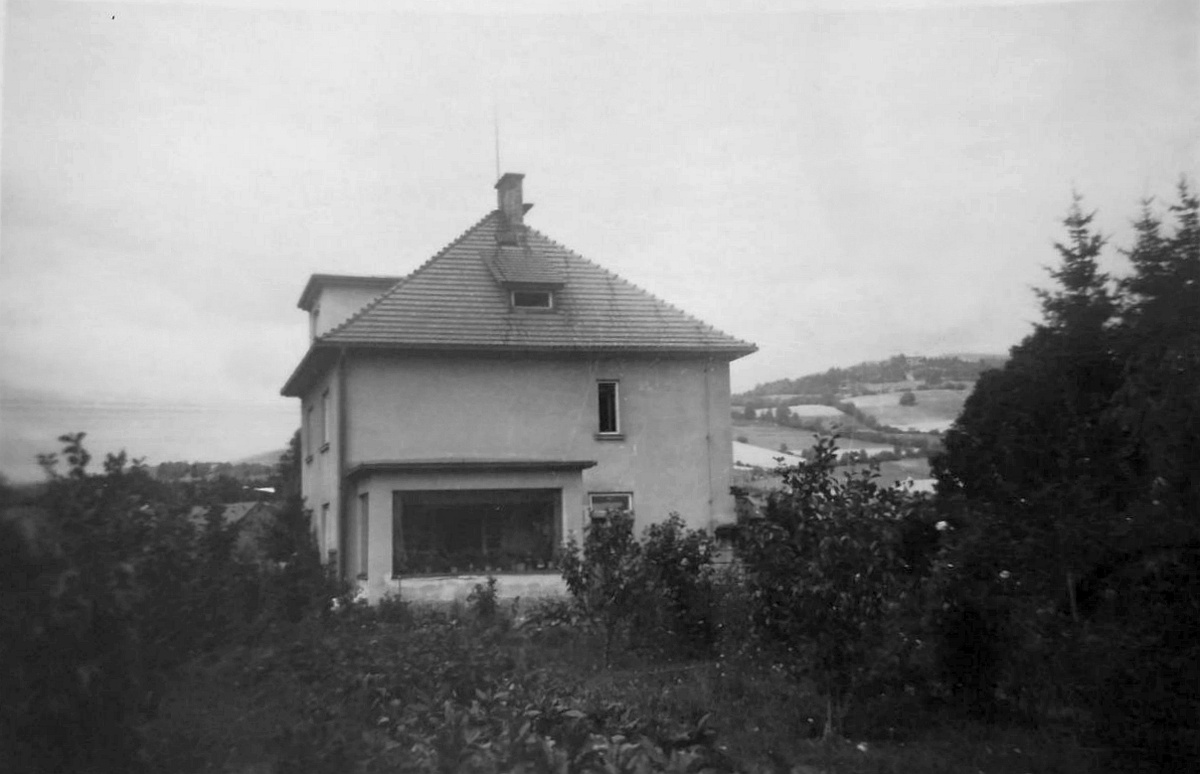
Prostorná vila v Jeseníku (na adrese: Jiráskova 100; přezdívaná „stovka“), která byla po druhé světové válce přidělena Ctiboru Novákovi

Armádu opustil (odešel do výslužby) Ctibor Novák v roce 1950 ze zdravotních (ale i kádrových) důvodů v hodnosti majora. V říjnu 1951 byli oba bratři Mašínové a jejich strýc Ctibor Novák zatčeni Státní bezpečností (StB). Byli obviněni z přechovávání zbraní a napomáhání k ilegálnímu opuštění republiky, ale pro nedostatek důkazů byl tehdy Ctibor Novák propuštěn. V letech 1951 až 1953 pracoval Novák jako recepční ve vojenské zotavovně Moskva v Karlových Varech a jako trafikant v Jeseníku. Jeho adoptivní syn Vladimír navštěvoval školu v Jeseníku a spolu s Janou a Ctiborem bydlela rodina v prostorné vile (přezdívalo se jí „stovka“), která byla Novákovým úředně přidělena. V době, kdy provozoval Novák trafiku (kromě novin a kuřiva obchodoval i se známkami, byl filatelista) se Vladimírovi intenzivně věnoval. Učil jej střelbě ze zbraně, jízdě na kole a lyžích a podporoval jeho další sportovní aktivity. V době, kdy Novák pracoval v Karlových Varech, vzal si Vladimíra na tři měsíce k sobě a učil se s ním, aby zlepšil jeho školní prospěch.
Ještě před útěkem skupiny bratří Mašínů na Západ (začátek října 1953) se Ctibor Novák odstěhoval do Dolní Lipky u Králík a zbytek rodiny zanechal v Jeseníku. Vladimíra často vozil na motocyklu Jawa 500 do lesa ke srubové hájovně. Tam měli údajně bydlet lesní dělníci, ale bylo to nejspíše místo konspirativních schůzek nebo tam byla ilegální radiostanice pro odesílání zpravodajských depeší do zahraničí. Vladimír se tam věnoval ustájeným koním a po radiové relaci (nebo ilegální schůzce) odjel s Novákem na motorce zpět do Lipky.

### Zatýkání po útěku skupiny bratří Mašínů
V noci z 3. na 4. října 1953 překročili hranice Československa Ctirad a Josef Mašínovi a za známých okolností utekli na Západ, kam (do západního Berlína) dorazili 31. října 1953. Brzy po tom, co se bratři Mašínové dostali do západní zóny Německa, byl 26. listopadu 1953 zatčen v Dolní Lipce číslo popisné 9 (okres Žamberk) jejich strýc Ctibor Novák. V tentýž den byla zatčena v Olomouci i dvacetiletá Zdena Mašínová mladší. Dne 26. listopadu 1953 byla rovněž zatčena i její matka Zdena Mašínová starší. 

Skupna bratří Mašínů v plné sestavě
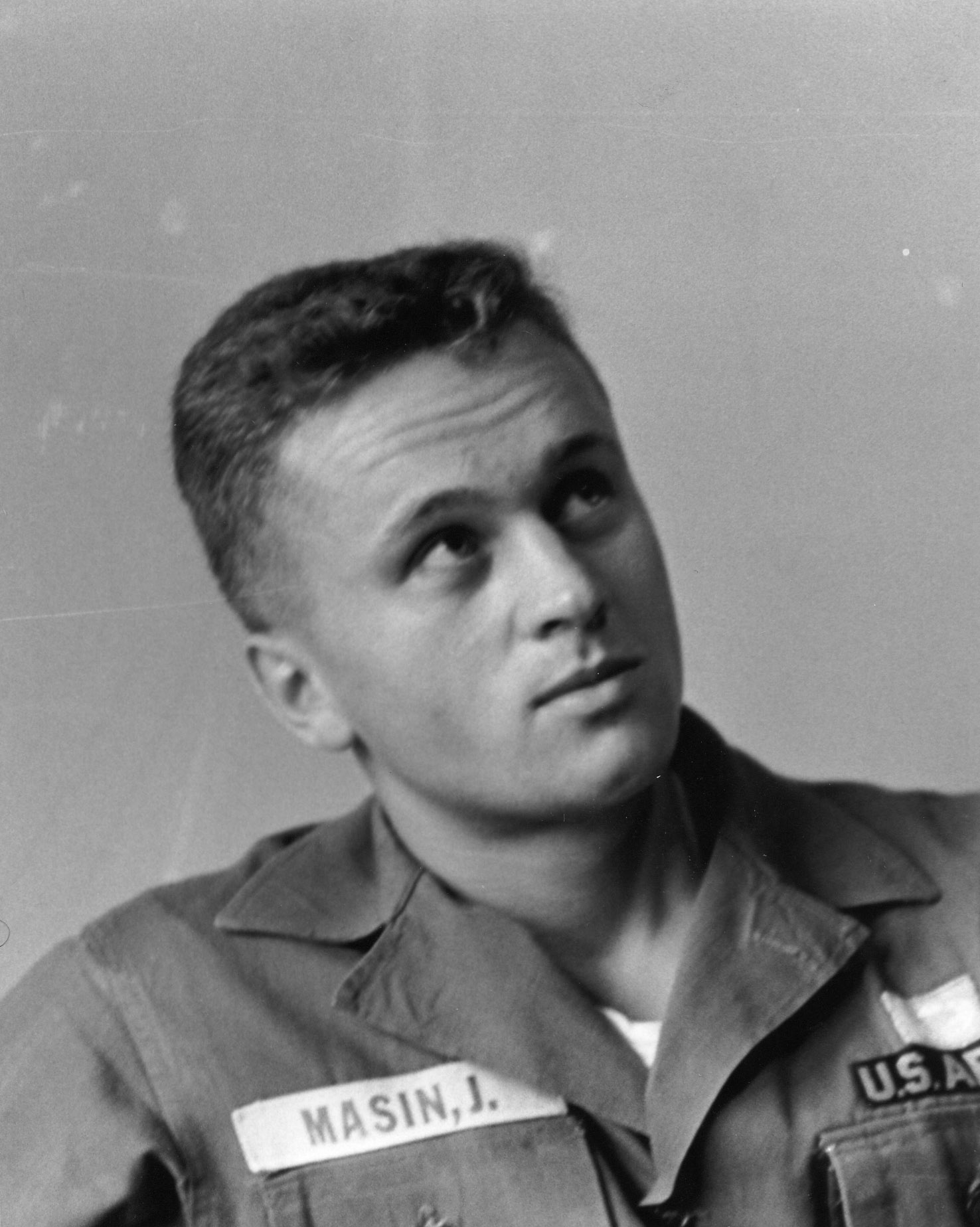
Josef Mašín mladší (po roce 1953 jako příslušník Special Forces)
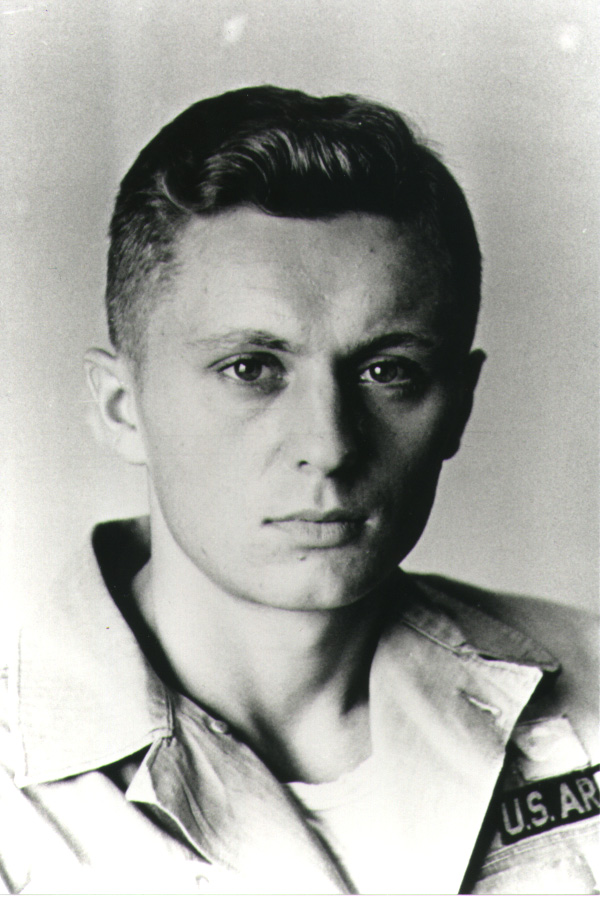
Ctirad Mašín (po roce 1953 jako příslušník Special Forces)
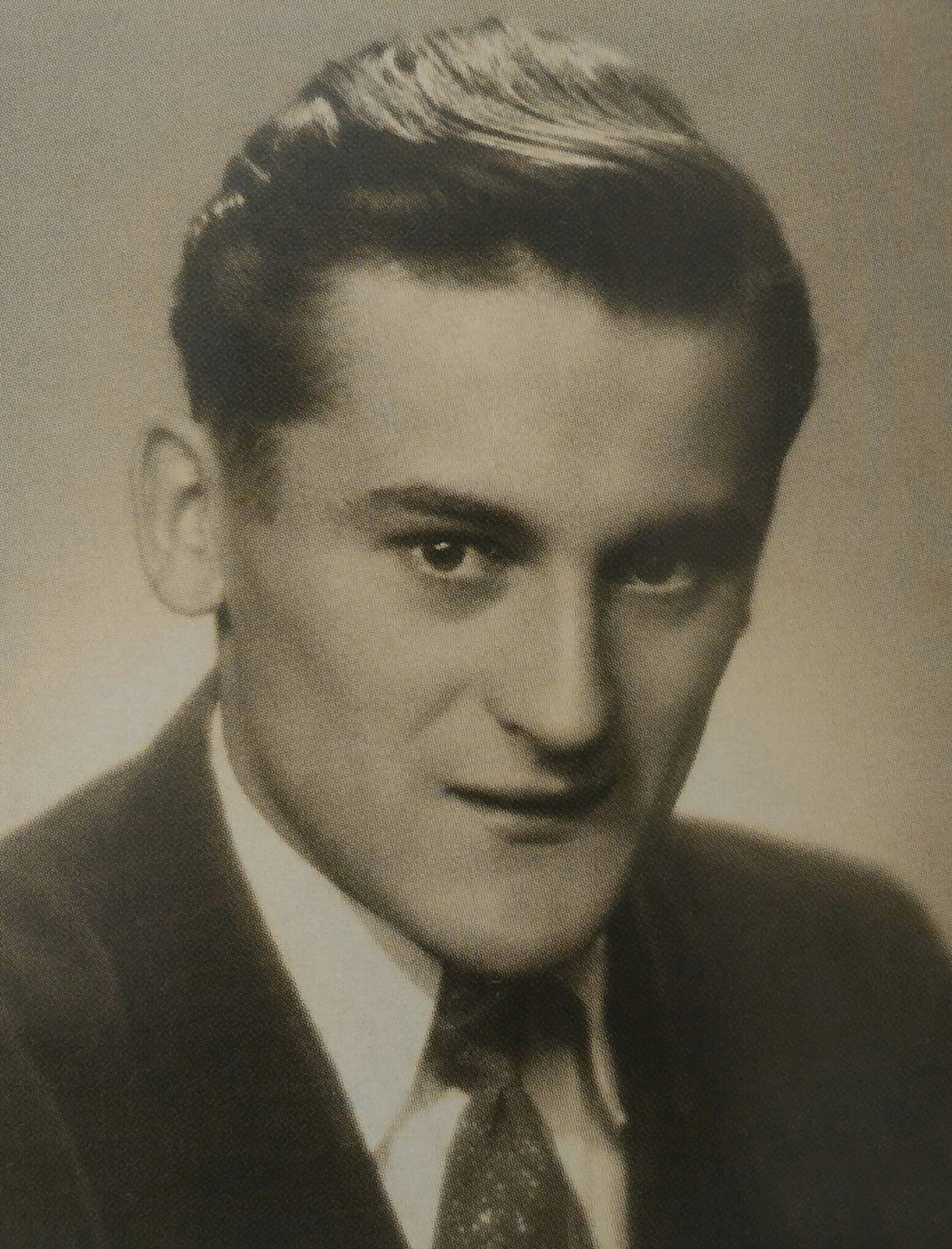
Milan Paumer v roce 1952
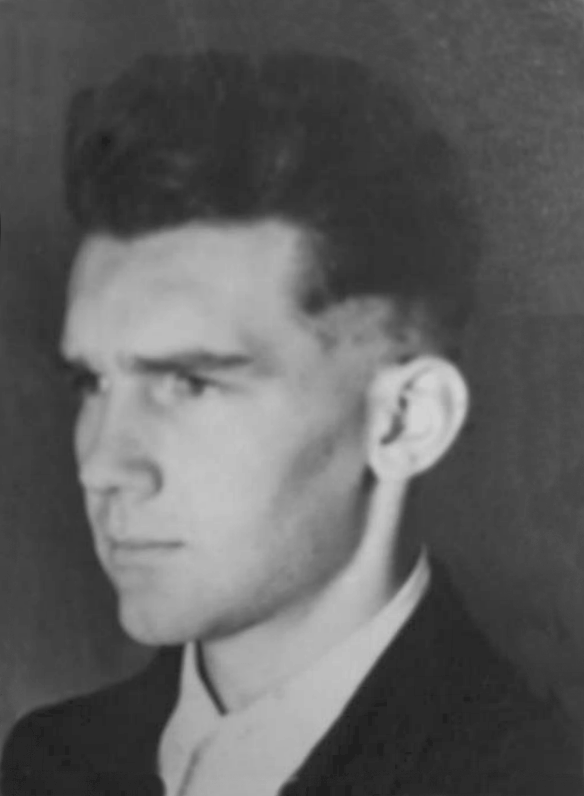
Zbyněk Janata (v mladém věku)
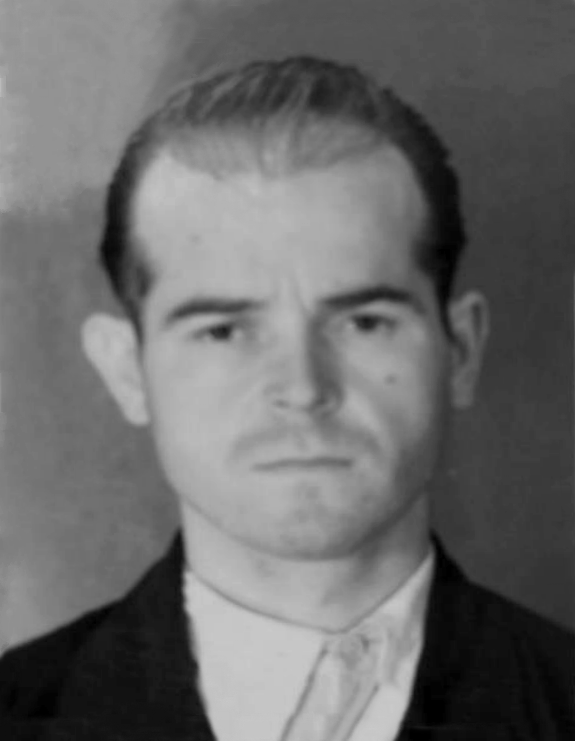
Václav Švéda (v mladém věku)

Zatčení neunikla ani Jana Nováková. Ta byla zatčena v noci v Jeseníku a byla odvezena do vyšetřovací vazby v Olomouci. Její jedenáctiletý syn Vladimír Novák dostal nálepku „třídního nepřítele“ a aby nenarušoval spolužáky ve třídě, byl vzat ze školy, kterou navštěvoval, a přemístěn do dětského domova v Litovli. Vyšetřovatelům se nepodařilo prokázat Janě Novákové žádný delikt a byla propuštěna po jednoročním věznění ještě před Novákovo popravou. Vladimírův otčím Ctibor Novák byl ve vykonstruovaném procesu odsouzen za velezradu k trestu smrti a popraven dne 2. května 1955 v Praze na Pankráci.

Ctibor Novák a spolupopravení Václav Švéda a Zbyněk Janata
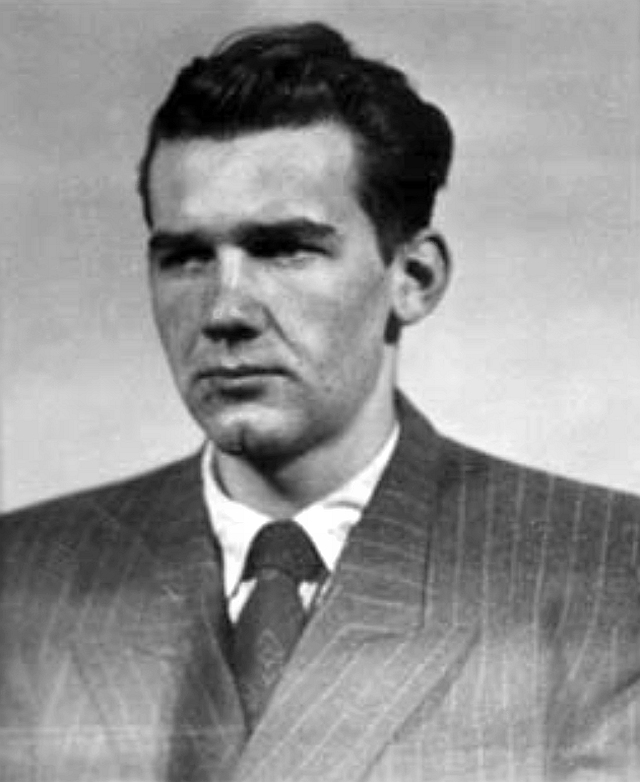
Vazební fotografie Zbyňka Janaty (1933-1955), pořízená v roce 1954, po předání zadrženého do Československa
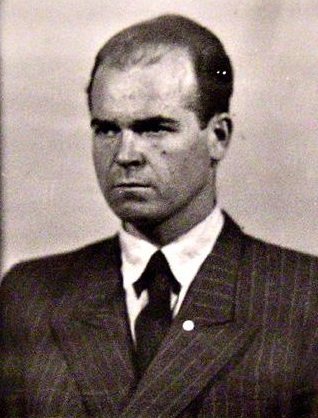
Vazební fotografie Václava Švédy (1921-1955), pořízená v roce 1954, po předání zadrženého do Československa
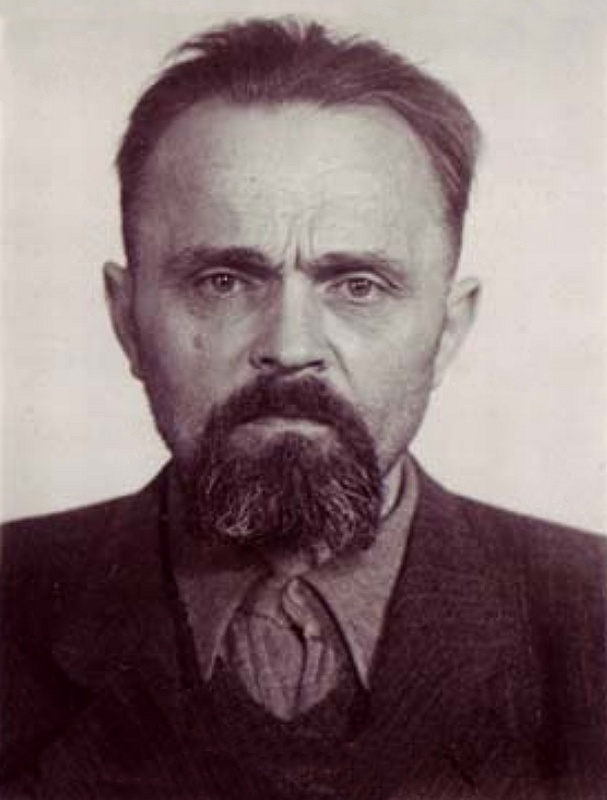
Vazební fotografie Ctibora Nováka

V dětském domově zůstal Vladimír až do Novákovy popravy (tj. do 2. května 1955). O smrti svého otce Ctibora se Vladimír dozvěděl od své matky při její návštěvě v dětském domově, protože se s vězněným otcem kontaktoval jen korespondenčně (navštívit jej nemohl). Vladimír byl navrácen do matčiny péče.

### Po smrti Ctibora Nováka
Po smrti Nováka se musela Jana se synem vystěhovat z vily „stovka“ a bydleli v bytě ve vile vlastněné člověkem, který nad rodinou Novákových vykonával určitý „dohled“. Vladimír pokračoval ve školní docházce v Jeseníku, jeho matka si našla místo účetní a babička Marta pracovala v mateřské školce a vedla domácnost. Vladimír získal další nálepku, tentokráte „reakcionáře“. S odchodem na věčnost Vladimírova nevlastního otce polevila i hochova disciplína, po škole se toulal ulicemi, chodil si zastřílet do lesa, kde si hrál s ostatními na partyzány. Rodina Nováků měla i nadále statut rodiny s vyšším společenským postavením, děti jejich vzdělaných přátel Vladimíra neodsuzovaly. Jinak se k němu ale chovaly děti dělníků, kteří mu dávaly najevo, že je z „reakcionářské“ rodiny.
Já nebýval hodný. Chodil jsem do Sokola, a jednou jsem byl po škole, když v tom přišel opilý školník a řekl mi: „Jak může takovýhle parchant reakcionářskej být v Sokole?“ a serval mi odznak z rukávu. Za trest jsme mu s kamarádem vzali pionýra, jezdili jsme s ním, pak jsme ho postavili na zadní, urvali mu blatník, hodili jsme ho na zem a řekli jsme mu: „Tady to máš, ty hajzle komunistickej!“.
Vladimír Novák, O incidentu v Sokole, 
Po smrti Ctibora Nováka pracovala Jana v Jednotě v kanceláři, později (ve druhé polovině 50. let 20. století nebo na začátku let 60. 20. století) vykonávala funkci mzdové účetní ve Velkoobchodu závodných prodejen (VZP) ve skladech, kde byl rozvoz mouky a potravin po Jesenicku. Toto místo ji protekčně zajistil Ctiborův bývalý kamarád.
V roce 1968 byl zásluhou Jany Novákové její muž Ctibor rehabilitován, ale Vladimír v té době již omezil kontakty se svojí biologickou matkou a o další osudy svého popraveného adoptivního otce se již více nezajímal. Jana Nováková se seznámila s dr. Svobodou z Brna, později se za něj provdala. A právě s jeho pomocí se jí podařilo rehabilitaci Ctibora Nováka dotáhnout do zdárného konce. Jana Nováková zemřela v roce 2003 v Česku.

### Další osud Vladimíra Nováka
S nedobrým kádrovým profilem měl Vladimír v komunistickém Československu profesní a životní možnosti silně omezené. Po základní škole a absolvování učebního oboru písmomalíř-autolakýrník získal řidičský průkaz (celý život pracoval jako řidič). Následovala vojenská prezenční služba u železničního vojska, kde byl zařazen do jednotky cvičené pro pokládku kolejí. S hercem Františkem Husákem se Vladimír seznámil právě na vojně a spolu tam založili divadlo a kroužek lidových písní a tanců. Po skončení vojenské služby měl Vladimír opět jen velmi omezenou volbu zaměstnání. Z nabízených prací: horník na šachtě, pracovník v živočišné výrobě v JZD nebo řidič nákladních automobilů si zvolil poslední možnost. Ve volném čase začal za Olomouc hrát hokej. V 60. letech 20. století odešel do Karlových Varů a s matkou udržoval jen korespondenční kontakt. Také hrál volejbal za Karlovy Vary. Když pobýval na Karlovarsku, pracoval v Horním Slavkově opět jako řidič. V 70. letech 20. století se stal řidičem autobusu pražské městské hromadné dopravy (MHD) a po krátkou dobu pracoval jako řidič i na Karlově náměstí.

### Cesta do Německa
Zájezd do Turecka organizovaný revolučním odborovým hnutím (ROH) využil k odchodu z Československa. Přes Budapešť se dostal do Jugoslávie a následně do Rakouska do internačního tábora v Grieskirchenu. Po desetidenním pobytu tam získal rok a půl trvající práci s koňmi u Salcburku. Nakonec se Vladimírovi podařilo v roce 1986 odejít do Německa.

### V Německu
Na matrice v Berlíně zjistil svoje pravé jméno „Richard Alfred Hänichen“ i to, že je stále veden jako občan německé národnosti. Po nalezení kontaktu (přes německý Červený kříž) a setkání se (v roce 1987) s rodinou Alfréda Hänichena (setkal se s manželkou Alfréda Hänichena, což byla jeho nevlastní matka) nabyl (na základě podobnosti fyzických znaků) Vladimír přesvědčení, že jeho biologickým otcem není Ctibor Novák. Současně zjistil, že má (nevlastního) bratra Petra Hänichena. Na základě těchto skutečností si nechal Vladimír Novák změnit jméno na Richard Hänichen.

### Zpět do Čech
S dvojím občanstvím se Richard usadil v Erdingu u Mnichova (Bavorsko). Do Československa se vrátil až po sametové revoluci (po listopadu 1989). V Praze se v roce 2000 seznámil se ženou, s níž zůstal žít v Česku.  Plnou pravdu o svém původu i o tom, jak na něj členové rodiny Mašínů pohlíželi, se Richard dozvěděl až v roce 2004 z knihy Zatím dobrý (Autor Jan Novák).